# Eugen von Lommel

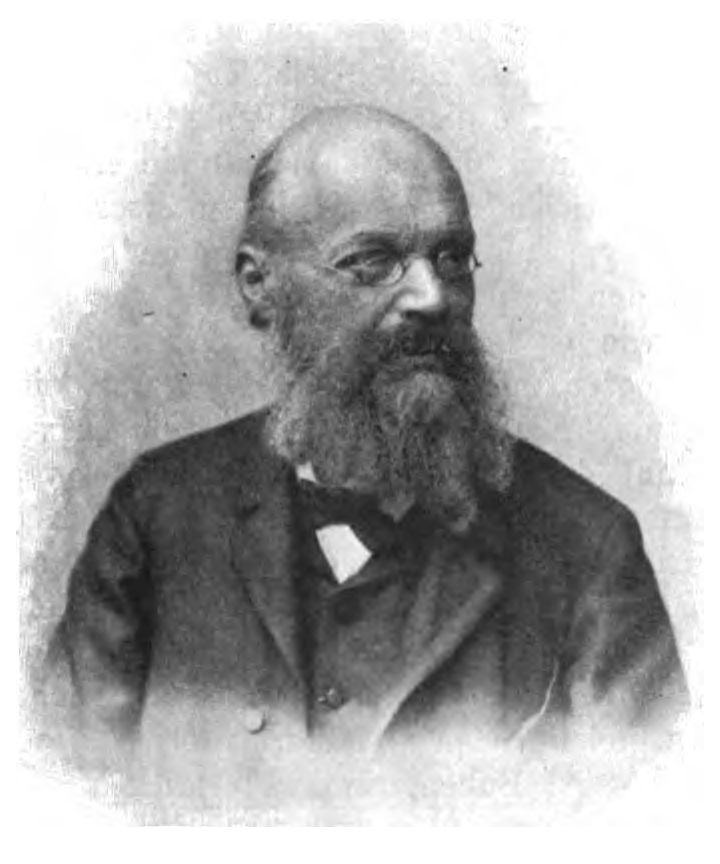
Eugen von Lommel (Altersbild)

Eugen von Lommel (* 19. März 1837 in Edenkoben in der Pfalz; † 19. Juni 1899 in München) war ein deutscher Physiker.

## Leben
Lommel studierte zwischen 1854 und 1858 Mathematik und Physik in München, war 1860 bis 1865 Lehrer der Physik und Chemie an der Kantonsschule in Schwyz und 1865 bis 1867 Lehrer am Gymnasium in Zürich und gleichzeitig Privatdozent an der ETH Zürich sowie an der Polytechnischen Schule.
Von 1867 bis 1868 war er Professor für Physik an der land- und forstwirtschaftlichen Akademie in Hohenheim. Schließlich wurde er 1868 auf einen Lehrstuhl für Experimentalphysik an der Universität Erlangen berufen, bevor er 1886 an die Universität München als Nachfolger von Philipp von Jolly ging. Im Jahr 1882 wurde er zum Mitglied der Leopoldina gewählt. Seit 1886 war er ordentliches Mitglied der Bayerischen Akademie der Wissenschaften.
Eugen Lommel war seit 1872 mit Luise Friederike Caroline Hegel (1853–1924), der Tochter des Erlanger Historikers Karl Hegel, verheiratet.

## Werke
- Studien über die Besselschen Funktionen. Leipzig 1868.
- Wind und Wetter. München 1873.
- Das Wesen des Lichts. Leipzig 1874.
- Über die Interferenz des gebeugten Lichts. Erlangen (1874–76).
- Lexikon der Physik und Meteorologie. Leipzig 1882.
- Die Beugungserscheinungen geradlinig begrenzter Schirme. München (1886).
- Die Beugungserscheinungen einer kreisrunden Öffnung. München (1884).
- Lehrbuch der Experimentalphysik. Leipzig (8. A. 1902).
- Lehrbuch der Experimentalphysik mit 1 Porträt, 429 Fig. u. 1 Spektraltaf. Barth, Leipzig 1902 (9. Aufl. / hrsg. von Walter König) (Digitalisat).